# Mitragliatrice pesante

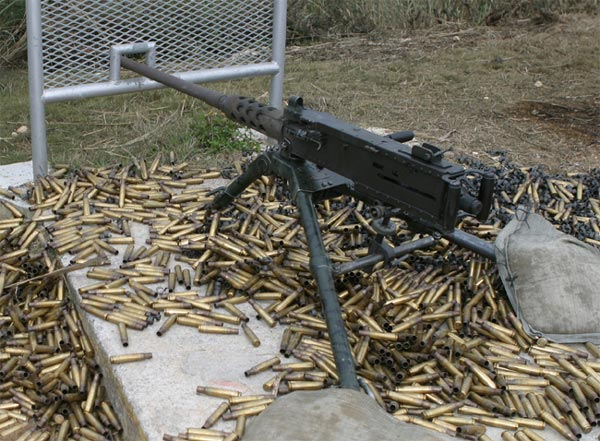
Una Browning M2 con treppiede ha un peso di circa 60kg

Una mitragliatrice pesante è un'arma da fuoco automatica camerata per calibri di grossa dimensione (12.7×99mm, 12.7×108mm, 14.5×114mm) e pensata per offrire maggiore potenza di fuoco e penetrazione rispetto alle mitragliatrici leggere o medie, in particolare contro coperture, veicoli ed aeromobili.
La maggior parte delle armi da fuoco di questa categoria sono troppo pesanti ed ingombranti per essere trasportate da una singola persona, e necessitano di essere montate su treppiedi o veicoli per essere operate. Le più diffuse mitragliatrici pesanti attualmente in servizio sono le Browning M2, di fabbricazione statunitense, e le DShK e NSV, di fabbricazione sovietica.

## Caratteristiche e sviluppo
Questo termine è generalmente riferito a due stadi separati dello sviluppo delle mitragliatrici. Originariamente il termine era riferito alla prima generazione di mitragliatrici che entrarono in ampio uso durante la prima guerra mondiale. Queste sparavano la cartuccia da fucile standard (~.30 o 7,62 mm), ma avevano una costruzione pesante, accessori elaborati, sistemi di raffreddamento ad acqua che permettevano un fuoco difensivo sostenuto, pesante e con eccellente accuratezza, ma erano troppo ingombranti per poterli muovere velocemente. Così, in questo senso, l'aggettivo "pesante" era riferito alla massa dell'arma e la capacità al fuoco sostenuto, non al calibro. Questa classe di armi è meglio rappresentata dalla mitragliatrice Maxim, inventata dall'americano Hiram Maxim. La Maxim era la mitragliatrice più comune della I.G.M., di cui varianti locali furono messe in campo da tre nazioni in conflitto, la Germania con la MG 08 in calibro 7,92 × 57 mm Mauser, dall'Inghilterra con la Vickers in .303 British, e dalla Russia con la Pulemyot M1910 in 7,62 × 54 mm R.
La definizione più moderna è riferita ad una classe di mitragliatrici di grosso calibro (circa .50 o 12,7 mm) iniziata da John Moses Browning con la Browning M2, e progettata per una maggiore gittata, penetrazione e distruzione contro veicoli, costruzioni, velivoli e fortificazioni leggere, rispetto alla cartuccia da fucile usata nelle mitragliatrici medie (MMG) o mitragliatrici ad uso generale (GPMG). In questo senso il termine "pesante" è riferito alla maggiore potenza e gittata rispetto alle armi di calibro piccolo o medio. Questa classe vide grande utilizzo durante la seconda guerra mondiale, quando la M2 fu ampiamente usata montata in fortificazioni, veicoli o aerei dalle forze armate statunitensi. Un'arma simile fu messa in campo dall'Unione Sovietica con la DŠK in 12,7 × 108 mm. 
La MG 42 tedesca, anche se molto efficace contro la fanteria, non poteva eguagliare la capacità anti-veicolo della M2, una mancanza che fu notata e lamentata dai tedeschi dopo il D-day.
Il bisogno di un'arma di grande gittata e con capacità anti-veicolo per colmare il vuoto tra le armi esclusivamente contro la fanteria ed armi solo contro mezzi, ha portato alla grande popolarità di questa classe di armi, e la sua costante modernizzazione. Oggi la M2 è l'arma in servizio da più tempo nell'esercito statunitense, e la maggior parte delle nazioni è equipaggiata con qualche tipo di HMG.
Secondo la nomenclatura moderna, mitragliatrici di calibro più piccolo di 12 mm sono considerate mitragliatrici medie, mentre le armi da fuoco di calibro superiore ai 20 mm sono generalmente considerati cannoni automatici, non mitragliatrici pesanti.